# Pomnik żołnierzy rosyjskich w Rybnicy
Pomnik żołnierzy rosyjskich w Rybnicy – pomnik wzniesiony na zbiorowym grobie żołnierzy rosyjskich poległych w potyczce z oddziałem polskim w czasie powstania styczniowego. 
Pomnik został zbudowany na mogile żołnierzy, którzy zginęli w bitwie pod Rybnicą 20 października 1863. Siłami polskimi dowodził Dionizy Czachowski.
Skromny monument został wykonany przez A. Pietrowa z szarego piaskowca i składał się z dwóch pylonów ustawionych jeden na drugim na dwustopniowej podstawie. Wznosił się na wysokość 2,5 metra. Całość wieńczył krzyż prawosławny. Na bocznych ścianach pomnika znajdowały się płaskorzeźby przedstawiające miecze i wieńce laurowe, zaś na przedniej – napis w języku rosyjskim W pamiątkę poległym wojakom w 1863 roku. Wokół pomnika znajdował się mały cmentarz, który nie dotrwał do naszych czasów. Pierwotnie monument był ogrodzony rzędem słupków i łańcuchem, które także nie przetrwały do naszych czasów.
Pomnik nie został zniszczony po odzyskaniu niepodległości przez Polskę, ale przez lata pozostając bez konserwacji został poważnie zdewastowany.
W roku 2008 odrestaurowany przez wójta gminy Klimontów. Wtedy też została wmurowana tablica o treści: Zbiorowa mogiła poległych w czasie Powstania Styczniowego w Bitwie pod Rybnicą 20.10.1863 r. Pomnik ufundował Aleksander D. Pietrow. Niech spoczywają w pokoju. Rybnica 2008 r.